# Indie na Letních olympijských hrách 1928
Indie se účastnila Letní olympiády 1928 v nizozemském Amsterdamu. Zastupovalo ji 14 sportovců v jediném sportu – pozemním hokeji.

## Medailisté
| Medaile | Jméno | Sport         | Soutěž      |
| ------- | --- | ------------- | ----------- |
| Zlato   | Richard Allen Dhyan Chand Maurice Gateley William Goodsir-Cullen Leslie Hammond Feroze Khan George Marthins Rex Norris Broome Pinniger Michael Rocque Frederic Seaman Ali Shaukat Jaipal Singh Sayed Yusuf | Pozemní hokej | turnaj mužů |